# Lloyd Langlois
Lloyd Langlois (11 novembre 1962) è un ex sciatore freestyle canadese, specialista dei salti.

## Biografia
Alle Olimpiadi di Lillehammer 1994 arrivò terzo nella gara dei salti.

## Palmarès

### Olimpiadi
- 1 medaglia:
  - 1 bronzo (salti a Lillehammer 1994)

### Campionati mondiali
- 2 medaglie:
  - 2 ori (salti a Oberjoch 1989 e salti a Tignes 1986)